# 東北 (新座市)
東北（とおほく）は、埼玉県新座市の町名。現行行政地名は東北一丁目および二丁目。郵便番号は352-0001。

## 地理
埼玉県新座市の北東部に位置する。地名は小字の野火止東と北野の一文字ずつ取り、方角的にも北東であったことから名付けられた。志木駅が地区内にあり、商業施設が多い。志木駅はもともと志木市内にあったが、1970年に駅を橋上化した際、池袋寄りに移転したため新座市に所在することとなった。

### 地価
住宅地の地価は、2017年（平成29年）1月1日の公示地価によれば、東北2-7-6の地点で29万9000円/m2となっている。

## 歴史
- 1975年（昭和50年）8月1日 - 住居表示の実施に伴ない[5]、大字北野、大字野火止の各一部から東北一丁目・二丁目が成立[6]。

## 世帯数と人口
2017年（平成29年）1月1日現在の世帯数と人口は以下の通りである。
| 丁目       | 世帯数    | 人口    |
| ---------- | --------- | ------- |
| 東北一丁目 | 808世帯   | 1,611人 |
| 東北二丁目 | 2,767世帯 | 5,270人 |
| 計         | 3,575世帯 | 6,881人 |

## 小・中学校の学区
市立小・中学校に通う場合、学区（校区）は以下の通りとなる。
| 丁目       | 番地 | 小学校             | 中学校             |
| ---------- | ---- | ------------------ | ------------------ |
| 東北一丁目 | 全域 | 新座市立東北小学校 | 新座市立第二中学校 |
| 東北二丁目 | 全域 | 新座市立東北小学校 | 新座市立第二中学校 |

## 交通

### 道路
- 東京都道・埼玉県道36号保谷志木線
- 埼玉県道・東京都道40号さいたま東村山線（志木街道）

### 鉄道
- 東武東上線志木駅

### バス
- 西武バス
- 東武バスウエスト
- 国際興業バス

## 施設
1丁目
- 新座志木中央総合病院

2丁目
- イオン新座店
- 富士塚公園
- 三軒屋公園
- かきの木幼稚園